# Vib-Ribbon
Vib-Ribbon (ビブリボン?, Bibu Ribon), è un videogioco musicale sviluppato da NanaOn-Sha per la console PlayStation, pubblicato da Sony Computer Entertainment il 12 dicembre 1999 in Giappone ed il 1º settembre 2000 in Europa. Venne reso dopo disponibile su PlayStation 3, PlayStation Portable e PlayStation Vita tramite lo store del servizio PlayStation Network nell'ottobre 2014, permettendo anche il modo che uscisse per la prima volta in Nord America, regione dove questo titolo non è mai stato fisicamente commercializzato.
Il giocatore è chiamato a condurre un personaggio di nome Vibri, una coniglia stilizzata lungo un percorso a ostacoli rettilineo generato in base al ritmo di un brano. La peculiarità però consiste nel permettere di scegliere la musica con cui iniziare a giocare, consentendo perfino di utilizzare il contenuto di un CD Audio: infatti si è in grado di introdurre nuovi livelli analizzando le tracce fornite dall'utente.
Nel 2003 è uscito Mojib-Ribbon, il primo ed unico spin-off del brand, mentre invece l'anno seguente (2004) il diretto sequel, Vib-Ripple. Entrambi i giochi sono stati pubblicati per PlayStation 2 esclusivamente in Giappone ma, soprattutto quello spin-off, era stato pianificato per la pubblicazione (mai attuata) anche in Occidente.

## Modalità di gioco

Uno screenshot del gioco: Vibri sta attraversando la corda, uno degli ostacoli di base.

Lo scopo in Vib-Ribbon è controllare una coniglia stilizzata, Vibri, che si muove in automatico lungo una linea continua bianca (su uno schermo nero) inframmezzata da quattro caratteristiche forme di ostacoli, ovvero ad onda, a buca, a blocco e a corda. Essi sono generati sulla base ritmica della canzone e richiedono la pressione di tasti differenti per essere superati, ma, in più di un'occasione, due ostacoli possono presentarsi fusi insieme: in questo caso viene richiesto di premere due tasti contemporaneamente per aggirarlo. Mancandone dieci Vibri regredisce gradualmente ad una rana, quindi ad un verme e, subire nove danni quando si è in questo stato porta al game over. Al contrario, superandone diciotto in successione non solo le si recupera lo stato di rana fino a tornare dopo normale, ma diventa anche Super Vibri (ha un paio di ali e indossa una corona), che garantisce un "bonus" maggiore ai punti guadagnati che perdura finché non si viene schiantati dall'ostacolo. Il punteggio base del gioco è indicato da una roteante fila di sette figure geometriche (in quindici forme diverse), visualizzate sulla parte centrale in alto dello schermo. Al termine della partita, in base alla prestazione data durante la sessione, viene attribuito quello totale che viene incluso poi nella Top 3 dei punteggi massimi di una selezionabile difficoltà, costituita da due round ciascuna tra facile (Bronzo), normale (Argento) e difficile (Oro).
Infine, il giocatore può usufruire tracce tratte da un CD Audio di qualsiasi genere musicale per introdurre livelli inediti dipendenti dal ritmo, intensità e velocità del brano. Nell'apposito menù può scegliere se affrontarli singolarmente o uno dopo l'altro fino all'ultimo, oppure nella modalità "Velocità", ove gli ostacoli arrivano più velocemente ogni volta che le si evitano indenni. In quella "Auto" Vibri non viene controllata e serve solo come allenamento di tipo dimostrativo.

## Sviluppo

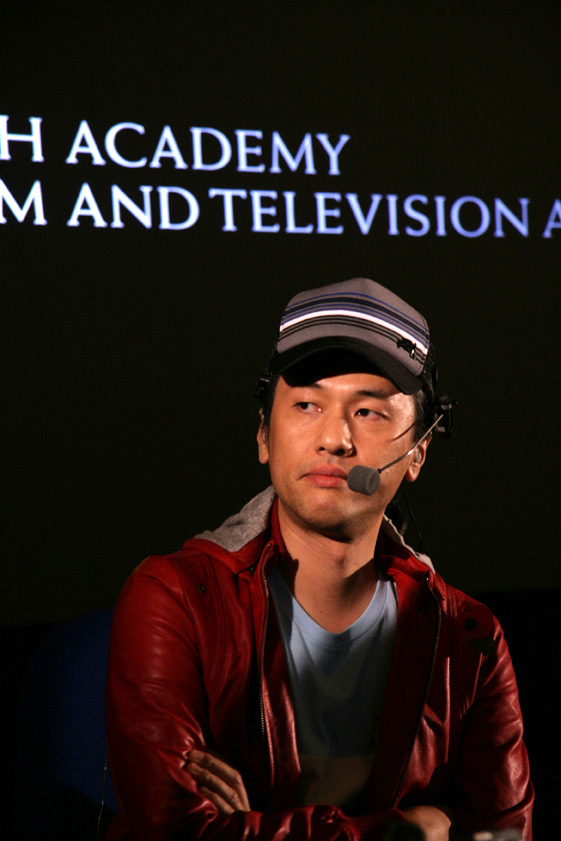
Il creatore del gioco, Masaya Matsuura.

L'ideatore di Vib-Ribbon è Masaya Matsuura, musicista professionista e autore di tanti altri videogiochi a tema musicale, come ad esempio i primi due lavori PaRappa the Rapper e UmJammer Lammy negli anni novanta.
In un'intervista concessa alla rivista Retro Gamer, Matsuura rivelò che il gioco in origine era stato concepito come strumento promozionale per la Mercedes-Benz Classe A in Giappone. Sebbene l'idea di evitare ostacoli sincronizzati con il ritmo della musica fosse già presente, il prototipo inizialmente realizzato era ben distante da quello che sarebbe poi stato il prodotto finale: la grafica era pienamente poligonale e la protagonista era una macchinina. Dopo che la casa tedesca decise di abbandonare il progetto per dedicarsi alla risoluzione di alcuni problemi nella progettazione di tale modello di autovettura, Matsuura fu stimolato dal suo team a riprendere e ampliare la demo, ove determinante fu il contributo di un programmatore, il quale scoprì che i CD Audio potevano essere analizzati dalla RAM della PlayStation sfruttando una falla del sistema, abbattendo così il limitato budget dell'intera produzione.
In un'altra intervista, stavolta per conto di PlayStation Europe (poi riportata ed inclusa in "Press Information August 2000" di una edizione speciale del gioco), sempre Matsuura afferma che Vibri sarebbe nata dalla sua immaginazione di come il mondo digitale sia uguale a quello reale, e che qualsiasi tipo di dato venga decodificato tramite dei programmi. In più rivelò che il suo parlato è riprodotto con una sintesi vocale realizzata dall'azienda giapponese NTT Communications.

## Media

### Colonna sonora
Sono disponibili in tutto sei canzoni per gli appositi round di gioco, composte ed eseguite dal collettivo J-pop Laugh and Peace (accreditato sul sito ufficiale come Laugh and Beats), con la voce della cantante Yōko Fujita. Recentemente sono stati inclusi in un bianco vinile 12″ edito dalla Minimum Records in edizione limitata, dove contiene anche un brano inedito non presente nel titolo originale intitolato "Rainbow".

#### Tracce
Musiche di Masaya Matsuura & Laugh and Peace.
1. Polaroid  (テク²Walking / O-Sampo) – 2:37
2. Sunny Day (Oops!) – 2:32
3. Laugh & Peace (シッテルゥ??, Shitteru~u?) – 2:31
4. Universal Dance (HOT PLAY) – 2:33
5. Overflowing Emotions (TRIP OUT!) – 2:44
6. Roll Along (Going On) – 2:31
7. Vib-Ribbon Blues (アソビカタ?, Asobikata) – 1:41

Durata totale: 17:09

#### Altro
Esiste poi ビブリボン X'masディスク, un raro disco audio a tema natalizio su licenza e marchio ufficiale Vib-Ribbon, il quale è stato distribuito solo in Giappone nel 1999 dalla Tsutaya; l'unica traccia presente è un arrangiamento strumentale locale di "もみの木", estratto da Symphonic Orgel (シンフォニックオルゴール) - OPUS 4: Christmas Carol.
Solo invece in Europa fu pubblicata la sopracitata edizione speciale in tre CD, nella quale, oltre al gioco vero e proprio ve n'era uno audio col nome di "DJ Cam Loa Project Meets Vib-Ribbon", dove sono contenute cinque tracce le cui quattro di esse sono estratte da Loa Project, un album in due volumi del DJ francese Laurent "DJ Cam" Daumail.

### Fumetto
Il 15 dicembre 2000 è stato commercializzato solo in Giappone ビブリホン ビブリと楽しいビブリ語辞典, un libretto narrativo nel formato art book a cura di Masaya Matsuura, edito da Sony Magazines (ソニーマガジンズ) con in allegato degli occhiali 3-D. In esso si racconta di cosa succede ogni giorno nella vita di Vibri. A detta di NanaOn-Sha dà al lettore uno sguardo all'interno della sua mente.

## Accoglienza
| Testata        | Versione    | Giudizio |
| -------------- | ----------- | -------- |
| GameFan        | PlayStation | 94/100   |
| GameSpot       | PlayStation | 7/10     |
| Hardcore Gamer | PS3, PSVITA | 3,5/5    |
| Hyper          | PlayStation | 83%      |
| OPM (UK)       | PlayStation | 7/10     |
| TechnologyTell | PS3, PSVITA | B        |

TechnologyTell ha apprezzato la grafica minimalista ed il concept del videogioco. La recensitrice ha tuttavia lamentato un certo ritardo nella ricezione degli input dei pulsanti nella versione per PlayStation 3, rispetto a quella per PlayStation Vita.
Nonostante una valutazione complessivamente positiva, il sito Hardcore Gamer ha definito Vib-Ribbon "crudele" se giocato alla difficoltà più alta. Ha inoltre trovato "ridicoli" i livelli generati da CD, evidenziando alcune inconsistenze nella ritmica da alcuni brani rock, pop e rap.
Nel novembre 2012 è stato acquisito dal Museum of Modern Art di New York come notevole esempio di design interattivo e inserito nella sua collezione, insieme ad altri tredici videogiochi tra cui Pac-Man, Tetris e Portal.
Nel 2014 il The Guardian lo ha inserito invece nella lista dei 30 migliori videogiochi caduti nel dimenticatoio. Successivamente, sia il sito web di Den of Geek che la rivista GamesTM, inserirono Vib-Ribbon nelle loro personali e apposite liste di videogiochi PlayStation più sottovalutati di tutti i tempi.